# Koninklijke Belgische Basketbal Bond
De Koninklijke Belgische Basketbal Bond (KBBB), in het Frans Fédération Royale Belge de Basket ball (FRBB), was een Belgische vereniging die instond voor de organisatie en de promotie van de basketbalsport in België in al haar verschillende vormen. 

## Historiek
De Belgische Basketbalbond werd opgericht in 1927. Internationaal vertegenwoordigde de KBBB België bij de FIBA. Ook was ze lid van het BOIC. In 2017 werd de organisatie ontbonden. De laatste voorzitter was Cyriel Coomans. Op 25 november 2018 werd opvolger Basketball Belgium (BB) opgericht.
In België werkte de bond samen met Basketbal Vlaanderen en de Association Wallonie-Bruxelles de Basketball (AWBB), die de basketbalsport in hun regio organiseren.